# 소마 노부타네 (1677년)

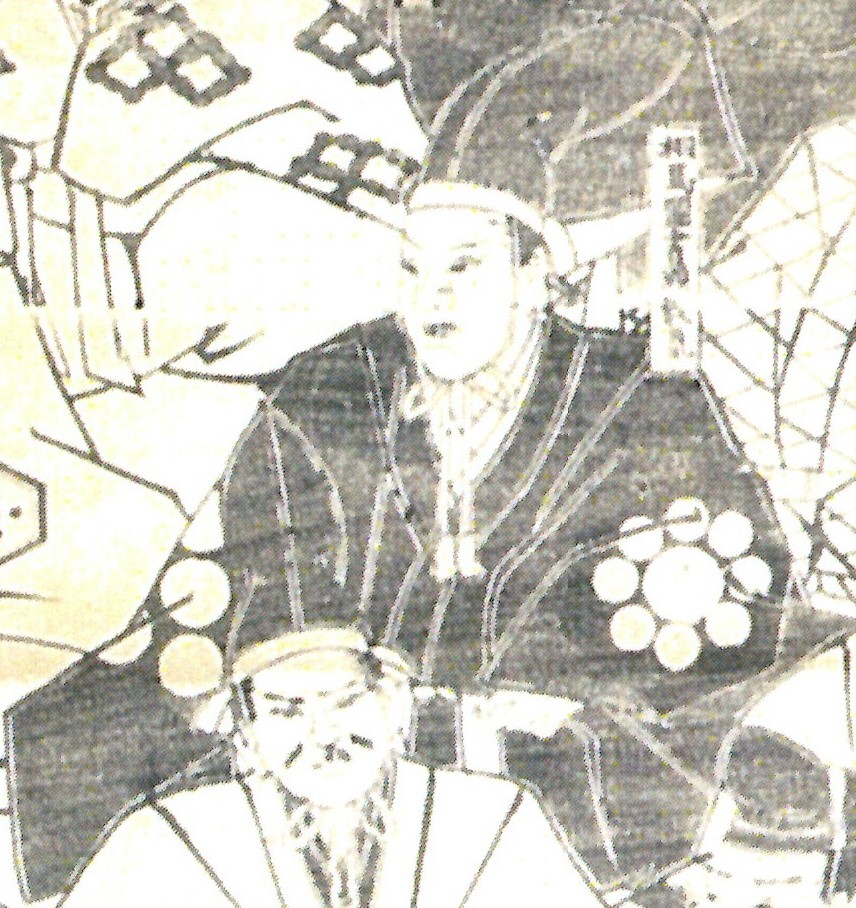
소마 노부타네

소마 노부타네(일본어: 相馬叙胤, 1677년 ~ 1711년 6월 6일)는 일본 에도 시대의 다이묘로, 소마 나카무라번의 6대 번주이다. 아명은 진주마루(仁寿丸)이며, 통칭은 모토메(求馬)이다. 초명은 사타케 요시타카(佐竹義珍)이다. 관위는 종5위하, 즈쇼노카미(図書頭), 나가토노카미(長門守)이다.
구보타 번의 3대 번주 사타케 요시즈미의 둘째 아들로 태어났다. 어머니는 마쓰에번 번주 마쓰다이라 나오마사의 딸이다. 1692년 음력 12월 15일에 사타케의 서자 자격으로 쇼군 도쿠가와 쓰나요시를 알현하였고, 1696년, 소마 나카무라번의 5대 번주 소마 마사타네의 딸과 혼인하여 사위 양자가 되면서 또 쓰나요시를 알현하였다. 그해 음력 12월 22일에 종5위하 즈쇼노카미에 서임되었다. 1701년 음력 2월 11일, 양아버지 마사타네가 은거하자 그 뒤를 이어 번주 자리에 올랐다. 1709년 음력 6월 5일에 은거하고 마사타네의 아들인 소마 다카타네를 양자로 삼아 가문을 잇게 했다. 1711년 음력 4월 20일, 35세의 나이로 사망하였다. 자식으로는 소마 노리타네(셋째 아들) 등이 있다.
| 전임 소마 마사타네 | 제6대 소마 나카무라번 번주 1701년 ~ 1709년 | 후임 소마 다카타네 |